# Сличица (рачунарска графика)
Сличице (енгл. thumbnails) у рачунарској графици представљају умањена изображења крупнијих слика или цртежа, чија изворна величина не дозвољава да се истовремено прикажу на ограниченом простору које нуди графичко корисничко окружење. Поступком сужавања праузорака прегледност садржаја је побољшана што олакшава кориснику сналажење кроз градиво и омогућава лакши приступ и руковање подацима. Неки од оперативних система и програма који подржавају могућност приказа у сличицама су Microsoft Windowsи, Мак десетка, Адоби Фотошоп Албум, Гуглов претраживач слика, и Ирфанов прегледник.
Садржина многих интернет страница се често излаже у низ сличица које служе као хиперлинкови, и дају посјетиоцу опис предмета који се нуди са друге стране везе.